# Dino Beganović
Dino Beganović (Linköping, Švedska, 19. siječnja 2004.) švedsko-bosanskohercegovački automobilist, koji se natječe u Formuli 3 s timom Prema Racing. Bio je prvak u Europskom regionalnom prvenstvu u formuli 2022. Član je Ferrarijeve akademije vozača. Jedan od najperspektivnijih mladih vozača u Švedskoj i najveća nada za bosanskohercegovački auto-moto sport.
Beganović je rođen u Linköpingu u Švedskoj. Njegovi roditelji Fikret i Mirnesa emigrirali su u Švedsku iz Bosne i Hercegovine prije njegovog rođenja. Ima mlađeg brata Emira.

## Karijera

### Karting
Beganović je 2018. pobijedio u kategoriji mladih OK Švedske, a sljedeće godine osvojio je OK kategoriju na prvenstvu Švedske i Italije. Iste godine završio je drugi u WSK Euro Series.

### Formula 4
Beganović je prešao u Formulu Racing 2020, a 17. siječnja 2020. debitirao je u jednosjedu natječući se u talijanskom F4 prvenstvu s Prema Powerteamom. Ondje je pobijedio na jednoj utrci na Autodromu Enzo i Dino Ferrari i završio treći u ukupnom poretku. Također je sudjelovao u odabranim rundama ADAC Formule 4 s talijanskim timom, postigavši dvanaest bodova tijekom dva vikenda.

### Formula 3
Beganović je debitirao u F3 2021., natječući se na Azijskom F3 prvenstvu i Europskom F3 prvenstvu s ekipom Prema Powerteam. Unatoč tome što je vozio samo tri od pet rundi u azijskoj seriji, Beganović je ostvario četiri postolja i pet pobjeda u Rookie Cupu, te završio na sedmom mjestu u ukupnom poretku. Došao je do prve pobjede u Formuli 3 u karijeri u Melbourneu 24. ožujka 2024.
Formula 3 je treće po rangu natjecanje Formule 1 i predstavlja odskočnu dasku za viši rang.

### Esports
Tijekom karantene zbog pandemije COVID-19, Ferrari je pozvao Beganovića da sudjeluje u virtualnom događaju Bahrain Grand Prix eSports.

### Formula 1
Dino Beganović debitirao je 11. travnja 2025. godine u Formuli 1 na Velikoj nagradi Bahreina kao testni vozač četiri kruga. Isti dan nastupio je kao testni vozač i brazilski vozač Felipe Drugovich, koji ima hrvatsko porijeklo.